# Megalopsalis chiltoni
Megalopsalis chiltoni is een hooiwagen uit de familie Monoscutidae.